# Аснонкур
Аснонкур (фр. Assenoncourt) насеље је и општина у североисточној Француској у региону Лорена, у департману Мозел која припада префектури Сарбур.
По подацима из 2011. године у општини је живело 131 становника, а густина насељености је износила 7,85 становника/km². Општина се простире на површини од 16,69 km². Налази се на средњој надморској висини од 225 метара (максималној 253 m, а минималној 210 m).

## Демографија
| 1962. | 1968. | 1975. | 1982. | 1990. | 1999. | 2011. |
| ----- | ----- | ----- | ----- | ----- | ----- | ----- |
| 178   | 178   | 171   | 161   | 141   | 119   | 131   |

График промене броја становника у току последњих година